# Diocèse suburbicaire de Palestrina
Le diocèse suburbicaire de Palestrina (en italien : diocesi suburbicaria di Palestrina) est un des sept diocèses suburbicaires de l'Église catholique.
Il est, à la fois, une Église particulière, suffragante du diocèse de Rome, et un titre cardinalice, réservé à un des évêques-cardinaux composant l'ordre épiscopal du Collège cardinalice.
Son siège est la cathédrale Sant'Agapito Martire de Palestrina.

## Territoire
| Diocèse de Rome                  | Diocèse de Tivoli                      |                         |
| Diocèse suburbicaire de Frascati | diocèse suburbicaire de Palestrina     | Diocèse d'Anagni-Alatri |
|                                  | Diocèse suburbicaire de Velletri-Segni |                         |

Le diocèse de Palestrine confine : au nord, avec le diocèse de Rome et celui de Tivoli ; à l'est, avec le diocèse d'Anagni-Alatri ; au sud, avec le diocèse suburbicaire de Velletri-Segni ; et, à l'ouest, avec le diocèse suburbicaire de Frascati.
Le territoire diocésain s'étend sur les communes de Bellegra, Capranica Prenestina, Castel San Pietro Romano, Cave, Gallicano nel Lazio, Genazzano, Labico, Olevano Romano, Palestrina, Paliano, Pisoniano, Rocca di Cave, Rocca Santo Stefano, Roiate, San Cesareo, San Vito Romano, Serrone, Zagarolo.
L'ensemble compte 49 paroisses.

## Histoire
Le premier évêque de Palestrina est Second (Secundus), présent au concile de Rome de 313.
Dans l'Antiquité tardive, après 502, le siège épiscopal de Subaugusta est supprimé et son territoire incorporé à celui de Palestrina.
Au haut Moyen Âge, après 879, le siège épiscopal de Gabies est supprimé et son territoire incorporé à celui de Palestrina.
Par la constitution apostolique Apostolicae Romanorum Pontificum du 15 avril 1910, le pape Pie X, considérant que les cardinaux-évêques ne peuvent assurer leur double charge d'évêque et de cardinal, prescrit que les diocèses suburbicaires auraient des évêques dits suffragants, qui assureraient les fonctions épiscopales. Mais, par la constitution apostolique Ex actis tempore du 1er février 1915, le pape Benoît XV abroge la Apostolicae Romanorum Pontificum.
Par la Suburbicarii Sedis du 11 avril 1962, le pape Jean XXIII rétablit, en l'adaptant, l'Apostolicae Romanorum Pontificum : depuis, le cardinal-évêque de Palestrina est l'évêque titulaire du siège suburbicaire et le diocèse de Palestrina est administré par un évêque diocésain — dits résidentiels jusqu'en 1983. 
Sous le pontificat de Jean-Paul II, par le décret Venerabilis Abbatia Sublacensis du 16 juillet 2002, la Congrégation pour les évêques réduit la juridiction de l'abbaye territoriale de Subiaco à l'abbaye bénédictine et incorpore au diocèse suburbicaire de Palestrina deux paroisses de Bellegra, deux paroisses de Roiate et un paroisse de Rocca Santo Stefano.